# Déli törpeszarvas
A déli törpeszarvas (Pudu puda) az emlősök (Mammalia) osztályának párosujjú patások (Artiodactyla) rendjébe, ezen belül a szarvasfélék (Cervidae) családjába és az őzformák (Capreolinae) alcsaládjába tartozó faj.
A Pudu szarvasnem típusfaja.

## Előfordulása
A déli törpeszarvas csak Dél-Chilében, a Chiloé-szigeten és kis számban Argentína délnyugati részén él.

## Megjelenése
Az állat marmagassága 35-45 centiméter, agancshossza 7-10 centiméter és testtömege 6,5-13,5 kilogramm. A felnőtt törpeszarvas tömött, rozsdabarna bundája színével beleolvad a sötét aljnövényzetbe. A nőstény méreteit és külsejét tekintve ugyanolyan, mint a hím, de nincs agancsa. A hímnél 3 hónapos korban nőnek az első nyársak. 6-8 hónappal később ledörzsöli róluk a védő háncsréteget. Az igazi agancs csak az ivarérettség elérésekor, egyéves korban kezd nőni. A borjú születésekor csak 15 centiméteres, 3 hónap alatt azonban eléri teljes kifejlettségét. Bundáján világos pontsorok húzódnak a vállától a faráig, s ez jó álcázást biztosít neki az aljnövényzetben.

## Életmódja
A törpeszarvas magányosan vagy kis családokban él. Tápláléka levelek, gyümölcsök, friss hajtások, ágak és fakéreg.

## Szaporodása
A nőstény 6 hónapos, a hím 8-12 hónapos korban éri el az ivarérettséget. A vemhesség 6-7 hónapig tart, ennek végén rendszerint 1 borjú születik.

## Rokon fajok
A déli törpeszarvas legközelebbi rokona és a Pudu emlősnem másik faja az északi törpeszarvas (Pudu mephistophiles). Az északi faj nagyobb a déli törpeszarvasnál, és Kolumbiában, Ecuadorban és Észak-Peruban, az Andok erdeinek félhomályában él.

## Természetvédelmi helyzete
A vadászat és élőhelyének elpusztítása fenyegeti ezt a fajt is. A déli törpeszarvas elterjedési területének déli részén megritkult, de egyes helyeken, mint például a Chiloé-szigeten még gyakori. A Természetvédelmi Világszövetség a "sérülékeny" kategóriába sorolta.
Állatkertekben sem túl gyakori faj. Magyarországon jelenleg a Fővárosi Állatkertben látható, a 2000-es évek elején élt belőle a Szegedi Vadasparkban két hím egyed.

## Képek

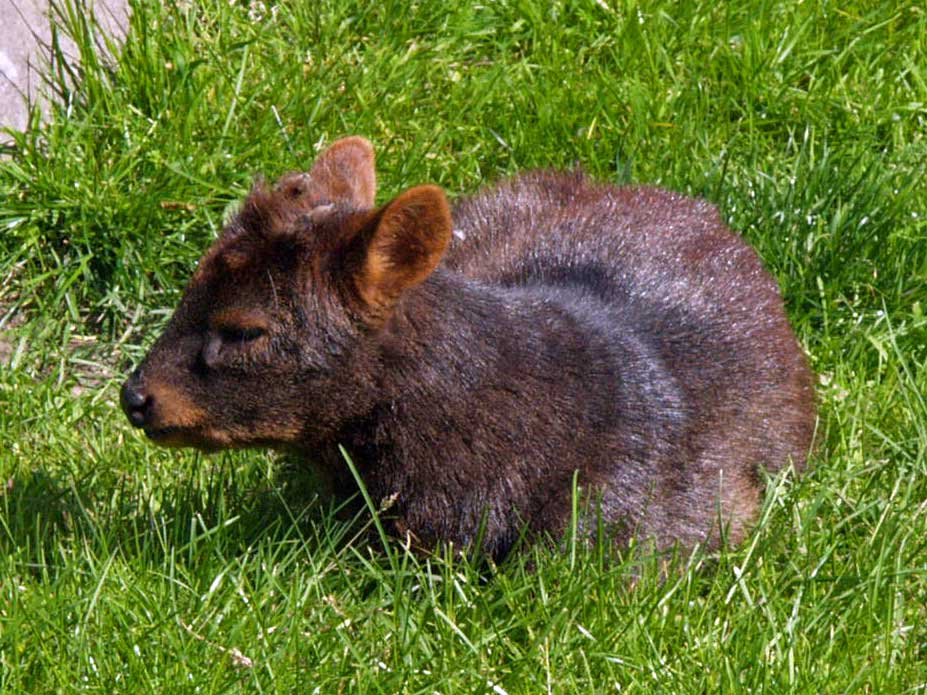
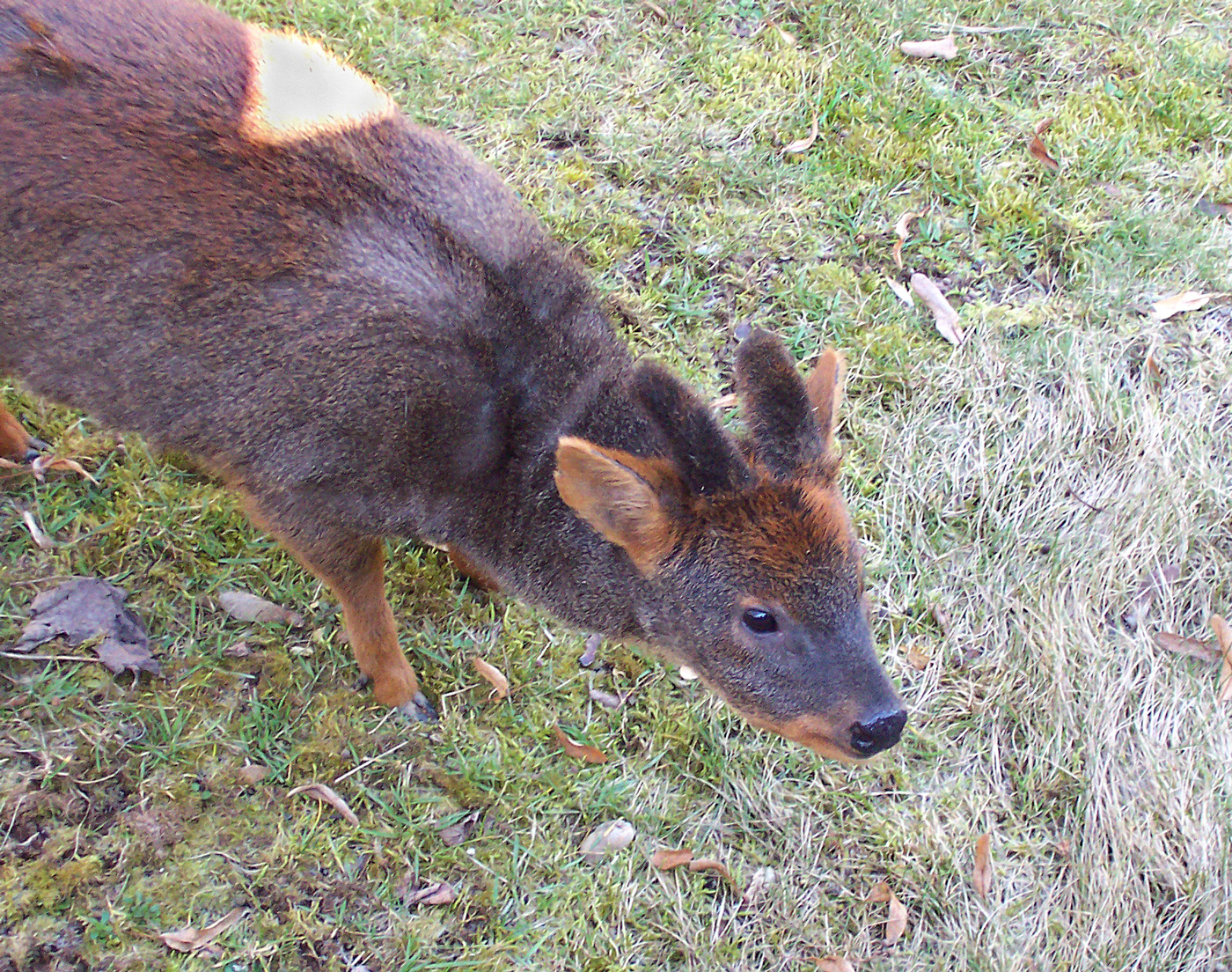
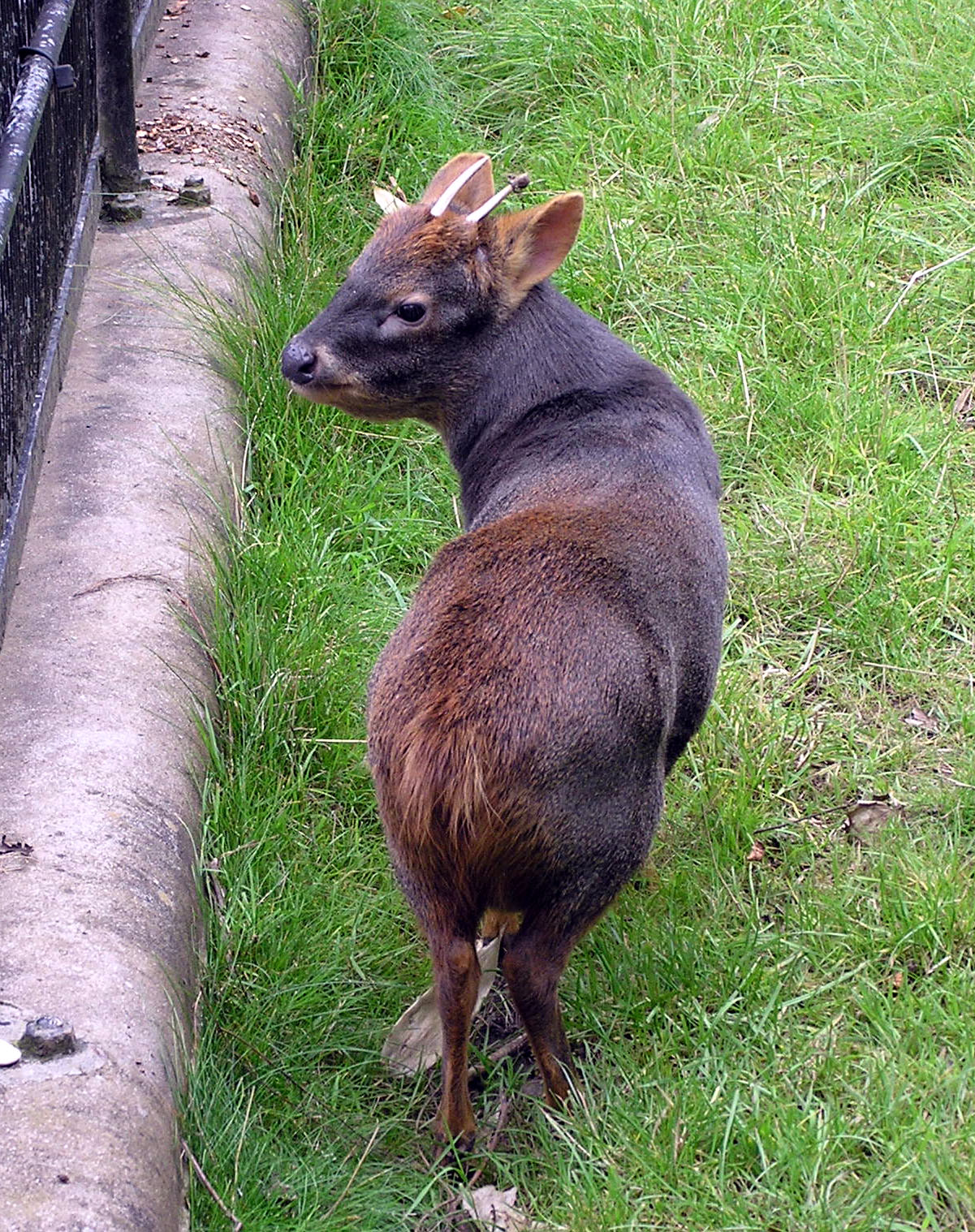
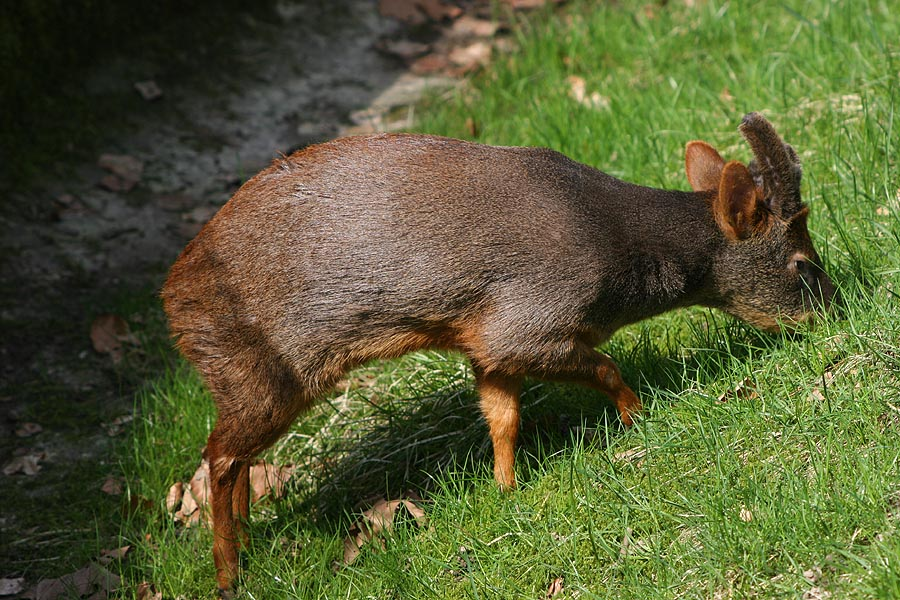
Legelésző hím